# Dariusz Tkaczyk (wokalista)
Dariusz Tkaczyk, pseud. Smalec (ur. 20 października 1966, zm. 30 lipca 2022) – polski wokalista punk-rockowy, członek między innymi zespołu The Analogs.
W latach 1999–2003 był wokalistą grupy punk rockowej The Analogs z którą nagrał trzy albumy; Hlaskover Rock (2000), Blask szminki (2001) oraz Trucizna (2001). W czasie kiedy Tkaczyk był wokalistą The Analogs, zespół ten między innymi dwukrotnie wystąpił na Punkowej Orkiestrze Świątecznej Pomocy, a także dwukrotnie na Anti-Feście w Czechach, jak również zanotował występy w Niemczech i Włoszech. Na stanowisku wokalisty zastąpił go Dominik „Harcerz” Pyrzyna. 
Później był członkiem powstałego w 2009 roku zespołu The Blakauts, który nagrał album Jak w stanach.
Zmarł 30 lipca 2022 po długiej chorobie. Pochowany na Cmentarzu Płonia w Szczecinie.